# Flare (アルバム)
『Flare』（フレア）は、島谷ひとみの7枚目のオリジナルアルバム。2008年7月16日発売。avex traxよりリリース。

## 解説
- オリジナルアルバムとしては前作の『PRIMA ROSA』以来、1年4か月ぶりのリリースとなった。
- 「CDのみ」と「CD＋DVD」の2形態での発売。それぞれジャケットが異なるほか、既発シングル7曲のうち「愛の詩」の収録の有無が異なっている。CDのみ版には、弦楽器を加えてリアレンジされた「愛の詩<Strings Version>」がボーナストラックとして収録されている。

## 収録曲
1. Heavenly
  - 作詞：FLAT5th Rico、作曲：FLAT5th 岡本弥紀、編曲：上杉洋史
2. Start
  - 作詞：leonn、作曲：COLDFEET、編曲：華原大輔
3. 雨の日には 雨の中を 風の日には 風の中を
  - 詩：相田みつを、作曲：AKIHITO、監修：相田みつを美術館
4. Dita
  - 作詞：MIZUE、作曲・編曲：川端良征
5. 深紅
  - 作詞：長瀬弘樹、作曲：柳沢英樹、編曲：中野雄太
  - バンプレスト社ゲーム「Another Century's Episode 3（A.C.E.3）THE FINAL」イメージソング
6. 泣きたいなら
  - 作詞：松井五郎、作曲：根本要、編曲：中野雄太
7. Dear...
  - 作詞：島谷ひとみ、作曲：FLAT5th 岡本弥紀、編曲：上杉洋史
8. 太陽のFlare
  - 作詞：田中靖康、作曲：加藤裕介、編曲：家原正樹
9. WAKE YOU UP
  - 作詞：古屋真、作曲・編曲：笹本安詞
10. Shake it up!
  - 作詞：FLAT5th Rico、作曲：FLAT5th 岡本弥紀、編曲：上杉洋史
11. Neva Eva
  - 作詞：松本理恵、作曲：迫茂樹、編曲：茶谷将彦・迫茂樹
12. Marvelous
  - 作詞：六ツ見純代、作曲・編曲：コモリタミノル
13. 愛の詩<Strings version>
  - 作詞・作曲・編曲：BULGE、Strings Arrangement：中野雄太
  - CD初回盤のみ収録ボーナストラック

## DVD

### Music Clip
1. Neva Eva
2. 深紅
3. 泣きたいなら
4. 雨の日には 雨の中を 風の日には 風の中を
5. WAKE YOU UP<1コーラス>
6. Marvelous<1コーラス>

### 特典映像
パピヨン（由比ガ浜ライヴ '07）&「雨の日には 雨の中を 風の日には 風の中を」オフショット映像